# 般若 (高麗)
般若（반야，？—1376年），是辛旽的奴婢和侍妾，高丽禑王的母亲。
1365年，恭愍王在鲁国大长公主死后，意志消沉，与辛旽的婢妾般若，生下王禑。1368年，赐般若一月三千石米。1373年，封王禑为江宁府院大君。1374年，宣布王禑为宫人韩氏所生，追贈韓氏三代及其外祖。九月，恭愍王被刺杀，王禑即位。
禑王二年（1376年）三月，般若夜潛入太后宮，啼號：“我實生主上，何母韓氏耶？”太后将她黜出。李仁任把般若下獄，臺諫、巡衛府共同审理。般若指新創中門號哭：“天若知吾寃此門必頹。”般若在臨津被斬。
李氏朝鲜修《高麗史》把禑王作为辛旽和般若的儿子。